# Maximiliano Lovera
Maximiliano Lovera, né le 9 mars 1999 à Laguna Blanca en Argentine, est un footballeur argentin qui joue au poste d'attaquant à Rosario Central.

## Biographie

### Carrière en club

#### Rosario Central
Natif de Laguna Blanca en Argentine, Maximiliano Lovera est formé avec le club de Rosario Central. Le 2 mai 2016, il joue son premier match en professionnel face au Gimnasia La Plata. Une rencontre perdue par son équipe (0-1). Le 12 décembre de la même année, il inscrit son premier but contre le Club Atlético Lanús, lors d'une défaite des siens (1-2).

#### Olympiakos
Le 31 août 2019, Maximiliano Lovera rejoint l'Europe et la Grèce en s'engageant jusqu'en juin 2023 avec l'Olympiakos, où il portera le numéro 22,. Il joue son premier match sous ses nouvelles couleurs le 28 septembre 2019 contre le PAS Lamía, en championnat. Il entre en jeu à la place de Mathieu Valbuena et son équipe s'impose par deux buts à zéro.

#### Prêts
Le 8 février 2021, Maximiliano Lovera est prêté par l'Olympiakos au Racing Club.
Le 31 janvier 2022, Lovera est prêté à l'Omónia Nicosie jusqu'à la fin de la saison.
Le 23 août 2022, Lovera est prêté pour la saison 2022-2023 à un autre club grec, l'Ionikos Nikaia.
Le 15 août 2023, Maximiliano Lovera fait son retour à Rosario Central sous la forme d'un prêt d'une saison, avec option d'achat.

### En sélection
Lovera compte une sélection avec l'équipe d'Argentine des moins de 20 ans en 2018 ; il inscrit un but lors de ce match.

## Palmarès
Olympiakos
- Championnat de Grèce (1) :
  - Champion : 2019-20.

- Coupe de Grèce (1) :
  - Vainqueur : 2019-20.